# Speyeria atossa
Speyeria atossa är en fjärilsart som beskrevs av Edwards 1890. Speyeria atossa ingår i släktet Speyeria och familjen praktfjärilar. Inga underarter finns listade i Catalogue of Life.